# Let’s Play Cherry Bullet
Let's Play Cherry Bullet — дебютный сингловой альбом южнокорейской гёрл-группы Cherry Bullet. Альбом был выпущен в цифровом и физическом виде 21 января 2019 года лейблом FNC Entertainment. Сингл содержит три трека, в том числе ведущий сингл «Q&A».

## Предпосылки и релиз
7 января 2019 года FNC Entertainment объявил через SNS, что группа дебютирует с сингловым альбомом Let's Play Cherry Bullet.
Концептуальные фото с каждой участницой были выпущены с 8 по 12 января. Альбом содержит три трека, ведущий сингл «Q&A», «Violet» и «Stick Out». Тизер клипа был выпущен 18 января. Полное музыкальное видео вышело 21 января вместе с альбомом.

## Промоушен
Cherry Bullet провели живое выступление в Yes24 Live Hall в Кванджигу, Сеул, 21 января, где они исполнили заглавный трек  «Q&A» вместе с «Violet» и «Stick Out».
Группа начала продвигать свой заглавный трек "Q&A" 22 января. Сначала они исполнили ведущий сингл на M Countdown, а затем выступили на Music Bank, Show! Music Core и Inkigayo.

## Коммерческий успех
Песня «Q&A» дебютировала на 17 строчке в чарте Billboard World Digital Songs.

## Трек-лист
| №                   | Название                | Текст песни                         | Музыка                                                      | Arrangement         | Длительность |
| ------------------- | ----------------------- | ----------------------------------- | ----------------------------------------------------------- | ------------------- | ------------ |
| 1.                  | «Q&A»                   | Han Seong Ho, Seo Yong Bae (TENTEN) | Alexander Karlsson, Alexej Viktorovitch, Louise Frick Sveen | Jel                 | 3:26         |
| 2.                  | «Violet»                | 77Child                             | Matthew Tishler, Aaron Benward, Felicia Barton, Olivia Holt | Matthew Tishler     | 3:21         |
| 3.                  | «Stick Out» (눈에 띄네) | Han Seong Ho, Seo Yong Bae (TENTEN) | Erik Lidbom, Han Seung Hoon, Seo Yong Bae (TENTEN)          | Erik Lidbom         | 3:05         |
| Общая длительность: | Общая длительность:     | Общая длительность:                 | Общая длительность:                                         | Общая длительность: | 9:46         |

## Чарты
| Чарты (2019)            | Пиковые позиции |
| ----------------------- | --------------- |
| Республика Корея (Gaon) | 11              |